# Spoornet-Klasse 14E
Die Lokomotiven der Klasse 14E sind 1991 beschaffte vierachsige Zweisystemlokomotiven der südafrikanische Spoornet, die mit 3 kV Gleich- und 25 kV Wechselspannung mit einer Frequenz von 50 Hz verkehren können. Die Lokomotive waren die ersten Mehrsystemfahrzeuge in Südafrika.

## Geschichte
Im Januar 1984 schrieben die South African Railways (SAR) die Lieferung von sechs Baumusterlokomotiven für den Zweisystembetrieb aus. Es wurde verlangt, dass die Drehgestelle mit radial einstellbaren Achsen und vollabgefederten Fahrmotoren ausgerüstet sind. Die Traktionsleistung sollte 3,8 MW betragen, außerdem mussten die Lokomotiven 400 kW für die Zugsammelschiene zur Verfügung stellen können. Die maximale Achslast wurde auf 22 t festgelegt, die Höchstgeschwindigkeit auf 160 km/h.

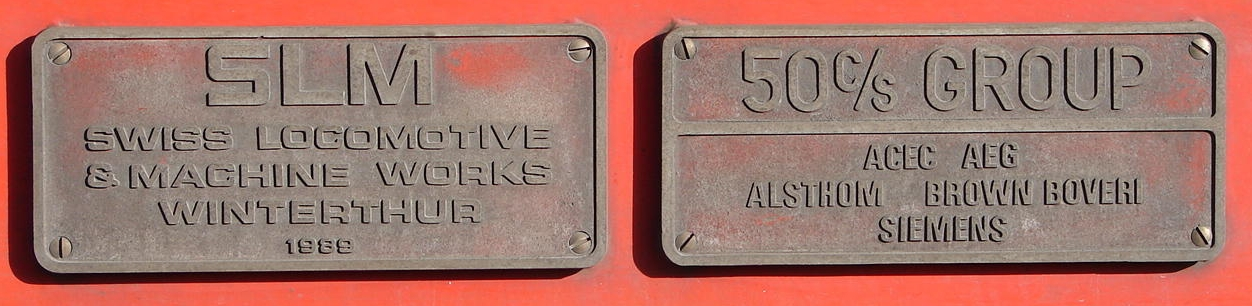
Fabrikschild an der 14 001

Der Auftrag ging an die 50-Hz-Arbeitsgemeinschaft, die aus den Herstellern Ateliers de Constructions Electriques de Charleroi (ACEC) aus Belgien, AEG und Siemens aus Deutschland, Alstom aus Frankreich und Brown Boveri (BBC) aus der Schweiz bestand. Die Endmontage der Lokomotiven fand bei der Schweizerischen Lokomotiv- und Maschinenfabrik (SLM) in Winterthur statt, die den mechanischen Teil der Lokomotiven lieferte. Es wurden nur drei statt der ursprünglich sechs vereinbarten Baumusterlokomotiven gebaut, die 1990 ausgeliefert wurden.

## Technik

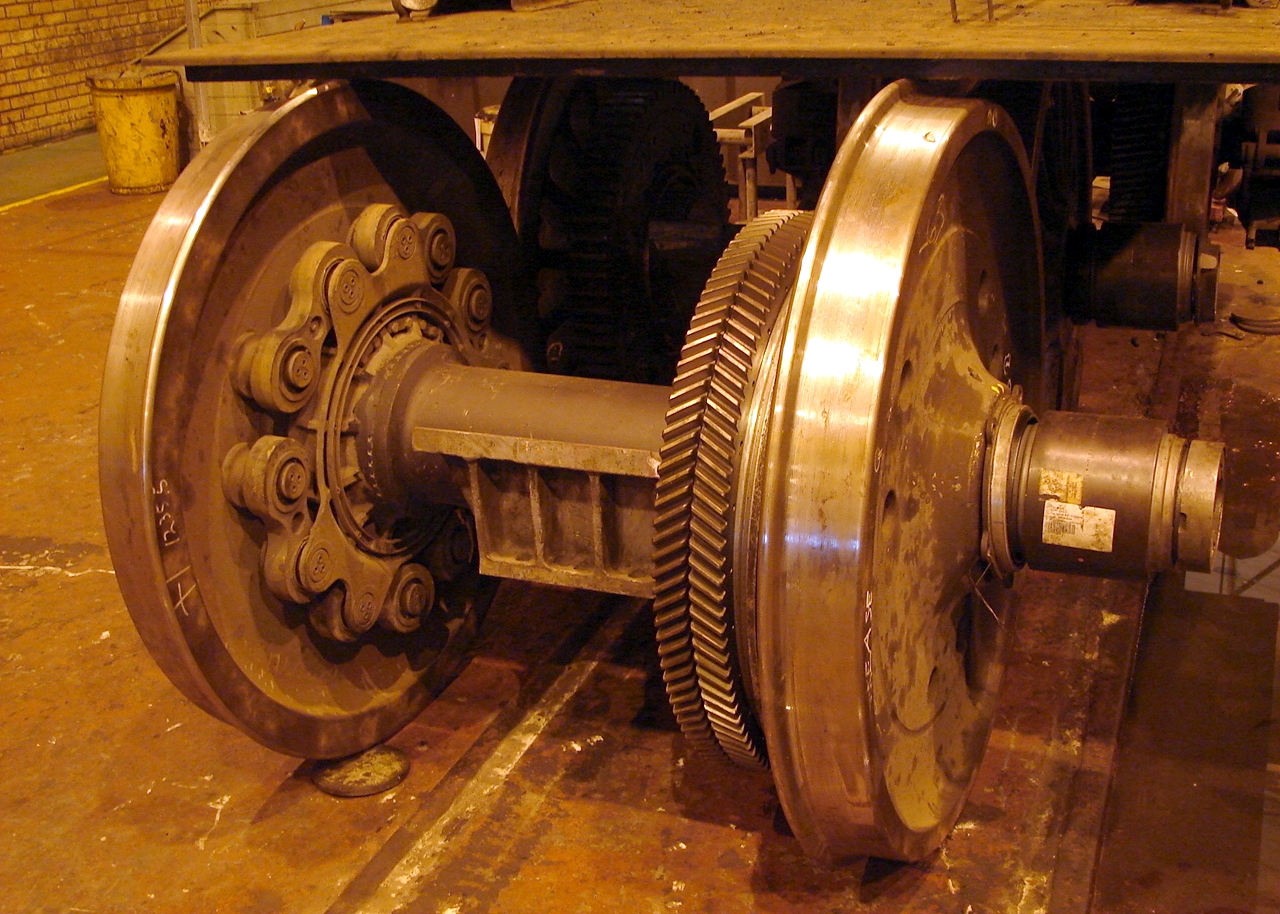
Radsatz der Baureihe 14E mit Hohlwelle und Großrad mit Pfeilverzahnung

Die Lokomotiven haben zwei Führerstände. Neben der linken Zugangstür zum Führerstand 1 sind im Lokkasten Tritttaschen für den Dachzugang eingelassen. Die Geräte im Maschinenraum sind entlang eines Mittelganges angeordnet, der die beiden Führerstände miteinander verbindet.
Im Gegensatz zu den später gelieferten Lokomotiven der Baureihen 19E, 20E und 21E können die Lokomotiven der Baureihe 14E während der Fahrt keinen Systemwechsel durchführen. Die Lokomotive musste angehalten werden, um unter der anderen Spannung neu aufgerüstet zu werden.
Bei der Betriebsaufnahme im Jahre 1990 waren die Lokomotiven eine der leistungsfähigsten Bauarten von Spoornet. Der Antrieb erfolgte durch Drehstrom-Asynchronmotoren von Siemens, die auch die Leittechnik und die stromgeführten Umrichter lieferte.
Die 14E waren die ersten Lokomotiven in Südafrika mit pfeilverzahnten Getrieben und Vollrädern. Alle anderen südafrikanischen Lokomotiven mit Ausnahme der auf der Erzbahn nach Saldanha eingesetzten Lokomotiven der Baureihe 9E waren mit Speichenrädern und gerade verzahnten Getrieben ausgeführt. Die später in Südafrika gebauten Lokomotiven der Spoornet-Klasse 14E1 erhielten wieder Speichenräder, aber mit schrägverzahnten Getrieben.

## Fabriknummern
Im nachfolgenden sind die Seriennummern der Transformatoren, die Unterflur zwischen den beiden Drehgestellen angeordnet sind, angegeben. Sie haben gegenüber den Fahrzeugnummern eine unterschiedliche Reihenfolge. SLM vergab die Fabriknummern für die mechanische Ausrüstung. Die Nummern, das Ablieferdatum an Spoornet für den Testbetrieb und das Übergabedatum in den regulären Betrieb sind in der Tabelle unten aufgeführt.
| Lok-Nr. | SLM-Nr. | Transformator-Nr.  | Ablieferung        | Beginn regulärer Betrieb |
| ------- | ------- | ------------------ | ------------------ | ------------------------ |
| 14 001  | 5415    | HST 16657-1-3/1988 | 26. Juni 1990      | 26. November 1991        |
| 14 002  | 5416    | HST 16657-1-1/1988 | 9. September 1990  | 26. November 1991        |
| 14 003  | 5417    | HST 16657-1-2/1988 | 21. September 1990 | 26. November 1991        |

## Einsatz
Die Lokomotiven der Baureihe 14E sind im Depot Bellville bei Kapstadt beheimatet und werden meist nur im mit 3 kV elektrifizierten Netz für Güterzüge auf der Strecke Kapstadt–Beaufort West eingesetzt. Die Zweisystemlokomotiven können mit Ausnahme der mit 50 kV bei 50 Hz elektrifizierten Erzbahn nach Saldanha auf allen elektrifizierten Strecken in Südafrika eingesetzt werden. Manchmal wurden die Lokomotiven vor dem Blue Train über die ganze Strecke Kapstadt–Pretoria eingesetzt, wobei sie die mit 25 kV bei 50 Hz überspannte Strecke Beaufort West–Kimberley befuhren. Normalerweise wurde diese Aufgabe von speziellen, mit einem zu den Wagen passenden blauen Anstrich versehenen Lokomotiven der Baureihe 14E1 übernommen. Beide Baureihen wurden von diesem Dienst abgezogen und durch Maschinen der Reihe 18E ersetzt, nachdem im Jahr 2013 die Lokomotive 14 104 und im darauffolgenden die 14 001 während des Einsatzes vor dem Blue Train durch Elektrobrände zerstört wurden.
Im Rahmen eines Sale-Lease-Back-Vertrages verkaufte Spoornet im Jahre 1998 einen Teil der elektrischen und die meisten Diesellokomotiven der Reihe 38 an Maquarie-GETX (General Electric Financing), welche diese an Spoornet über eine Laufzeit von zehn Jahren vermietete. Der im Jahre 2008 ausgelaufene Leasingvertrag beinhaltete die 14E-Lokomotiven 14 002 und 14 003.

## Bilder
Die Lokomotiven der Baureihe 14E trugen einen für südafrikanische Lokomotiven einzigartigen Anstrich in Orange, Grau und Rot. Das Spoornet-Signet und der Spoornet-Schriftzug an der Längsseite des Wagenkastens wurde nur bei der 14 002 im Rahmen von Reparatur- und Unterhaltsarbeiten angebracht. Gleichzeitig wurde der rote Anstrich auf der Längsseite durch Orange ersetzt und die Langträger grau lackiert. Die 14 001 erhielt 2012 den blauen Blue-Train-Anstrich 2012.

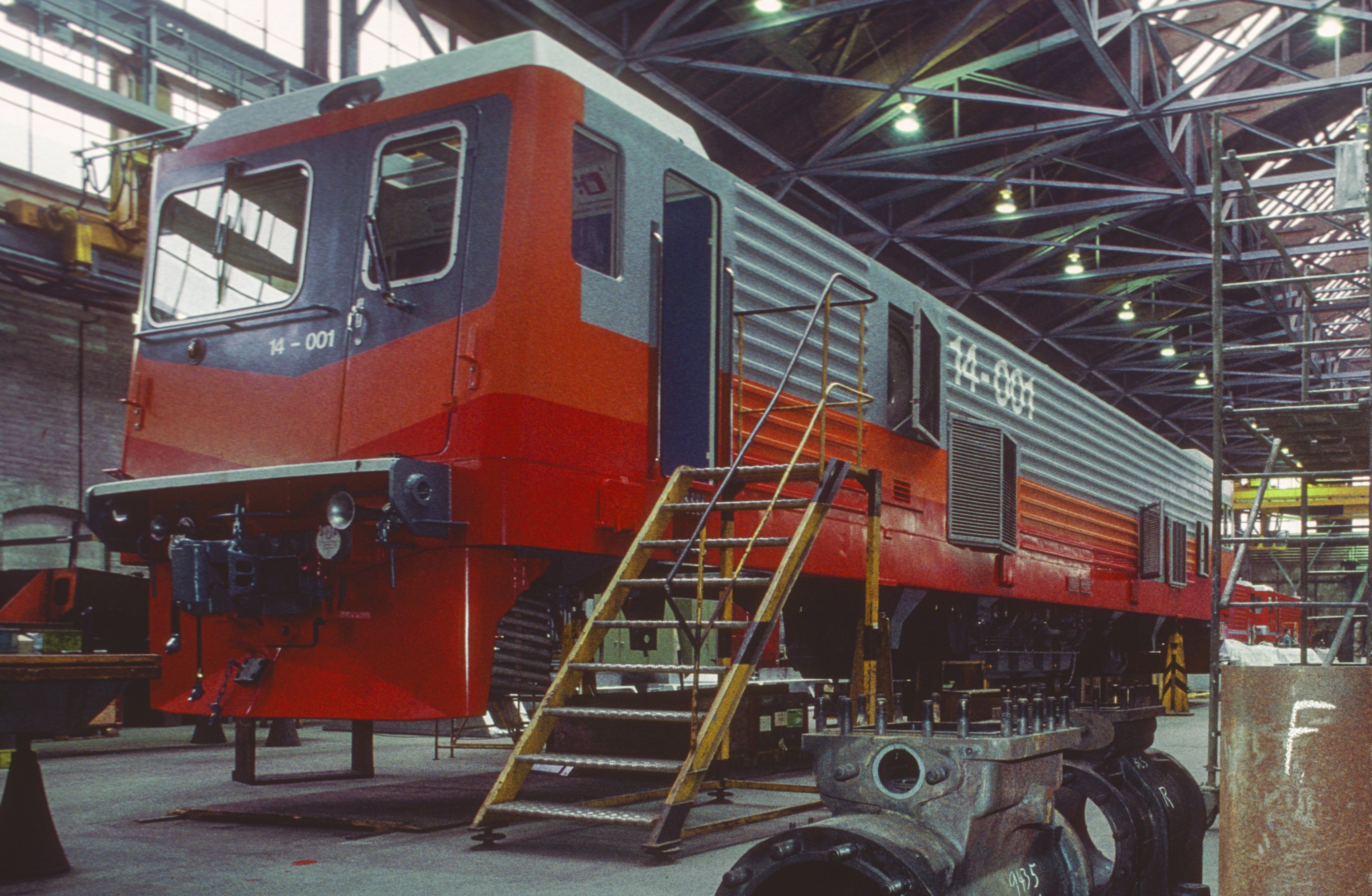
14 001 in der Montagehalle der SLM in Winterthur
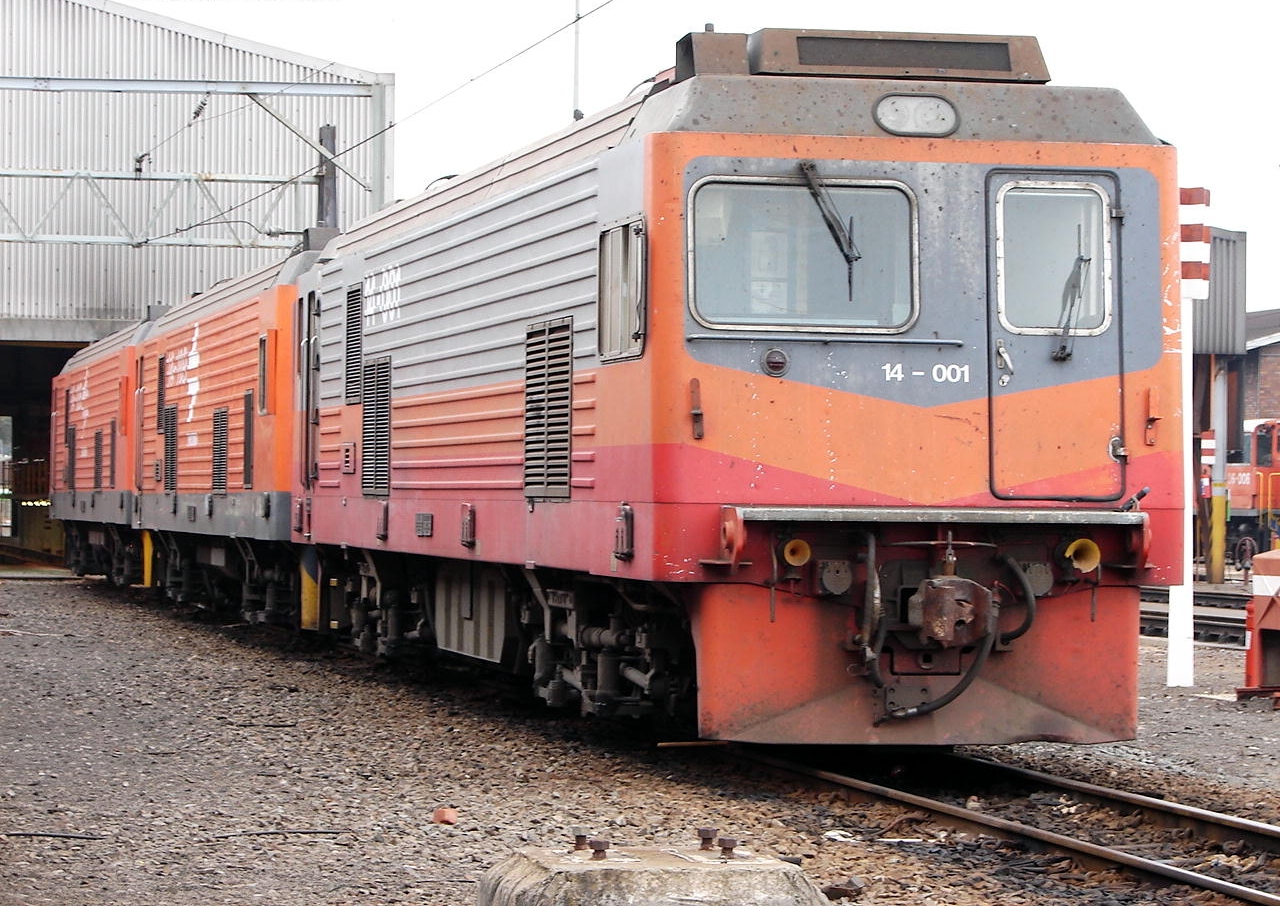
14 001 vor dem Depot in Belleville (Bellville Marshalling Yard) bei Cape Town am 6. Juni 2010
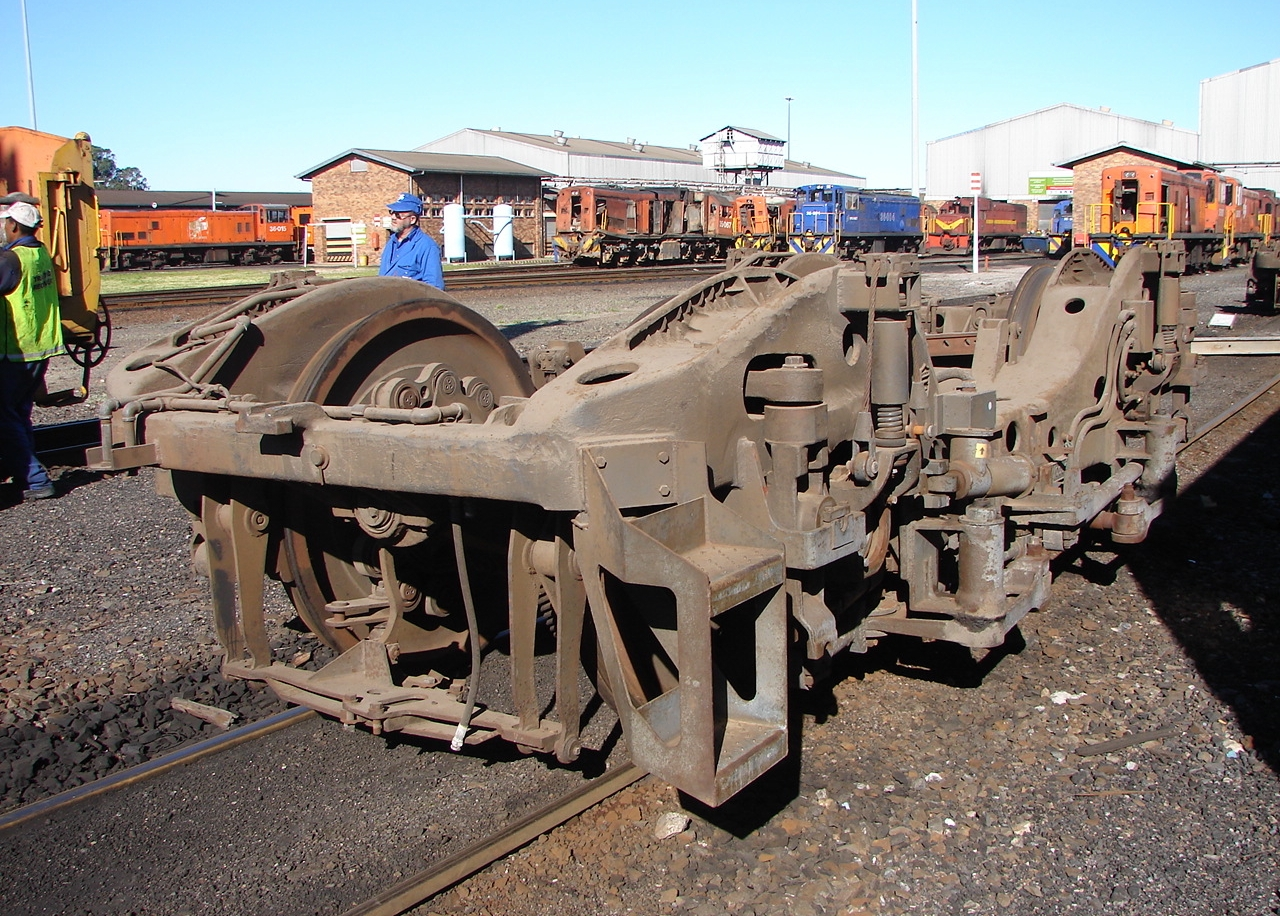
Drehgestell der Lokomotive 14 003
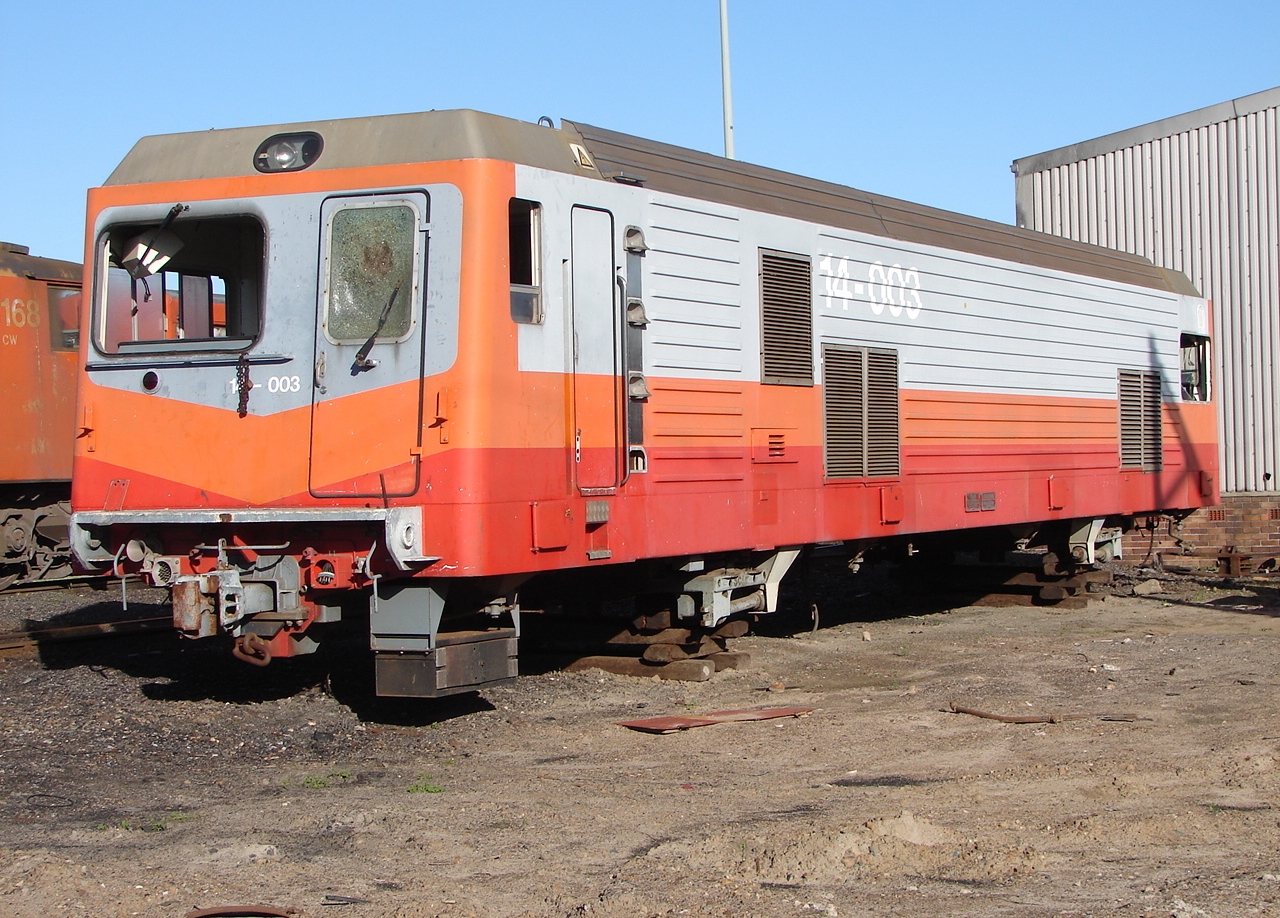
Lokkasten der 14 003 ohne Drehgestelle beim Depot Bellville am 18. Juli 2009
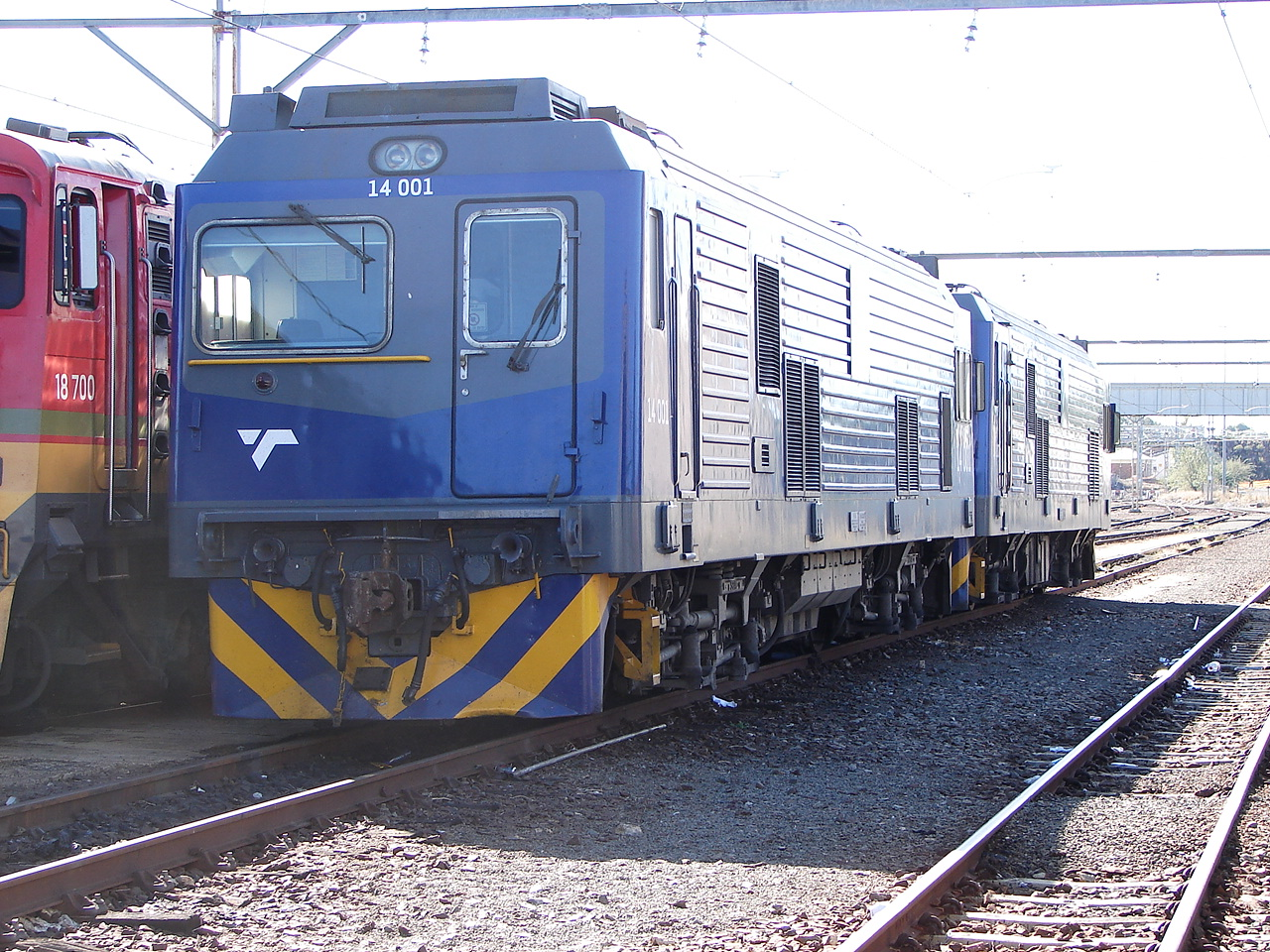
Lok 14 001 im Blue-Train-Anstrich bei Beaufort West im Mai 2013